# Fu (affluent du Jialing)
La rivière Fu (caractères chinois : 涪江 ; pinyin : Fú Jiāng) est une rivière qui coule dans la province chinoise du  Sichuan et dans la municipalité de Chongqing . C'est un affluent droit du fleuve Jialing, lui-même affluent du Yangzi Jiang.

## Description
La rivière Fu est longue de 697 kilomètres et son bassin versant a une superficie de 36 232 km². Elle prend sa source dans la vallée de Jiuzhaigou près de la frontière avec le xian de Songpan non loin de Xuebaoding le plus haut sommet des monts Min . La rivière coule vers le sud-est et traverse les xians de Pingwu, Jiangyou, Mianyang, Santai, Shehong, Suining et  Tongnan. Elle se jette dans le fleuve au niveau de la ville de Hechuan dans la municipalité de Chongqing. La Fu est navigable de Pingwu à Hechuan.  

## Hydrologie
La Fu a un débit moyen de 572 m3/s. 

## Aménagements
Le barrage de Wudu a été construit en 2008. De type  barrage-poids, l'ouvrage est haut de  120 m (Sichuan) et la puissance installée est de 150 mégawatts. Le lac réservoir a une capacité de 572 000 000 m3